# خيلادي 420
خيلادي 420 (بالهندية: खिलाड़ी ४२०) (بالإنجليزية: Khiladi 420)‏، هي فيلم هندي أكشن أخرجه نيراج فورا، من بطولة أكشاي كومار وماهيما شاودهري، صدرت الفيلم بتاريخ 29 ديسمبر سنة 2000م، وتدور قصة حول بطل الفيلم يبحث عن العصابات الإجرامية والقضاء عليهم.

## وصلة خارجية
- خيلادي 420 على موقع IMDb (الإنجليزية)
- خيلادي 420 على موقع روتن توميتوز (الإنجليزية)
- خيلادي 420 على موقع بوكس أوفيس موجو (الإنجليزية)
- خيلادي 420 على موقع قاعدة بيانات الفيلم (الإنجليزية)
- خيلادي 420 على موقع ليتربوكسد (الإنجليزية)
- خيلادي 420 على موقع كينوبويسك (الروسية)
- الفيلم الكامل لـ خيلادي 420 على اليوتيوب